# Giftbältet
Giftbältet (originaltitel: The Poison Belt) är en brittisk (engelsk) science fiction kortroman skriven av Arthur Conoan Doyle, först publicerad i Storbritannien 1913 av bokförlaget Hodder & Stoughton. Den är en direkt uppföljare till Doyles tidigare verk En försvunnen värld utgiven året innan och den andra delen i romanserien om professor Challanger.
Den första svenskspråkig utgåvan av Giftbältet publicerades 1914 av Hugo Gebers förlag översätt av Hanny Flygare. Till skillnad från föregångaren har romanen aldrig filmatiserats. Istället har den blivit radioteater ett flertal gånger, däribland år 1984 av radiostationen BBC Radio 4 med Peter Pacey som uppläsare.